# Hu Chunhua
Dans ce nom, le nom de famille précède le nom personnel.
Hu Chunhua (chinois simplifié : 胡春华 ; chinois traditionnel : 胡春華 ; pinyin : Hú Chūnhuá), né le 1er avril 1963 dans le xian autonome tujia de Wufeng, est un homme politique chinois. Il est actuellement vice-président de la Conférence consultative politique du peuple chinois depuis 2023. De 2018 à 2023, il a été vice-premier ministre de la Chine.
Né à Yichang, dans le Hubei, Hu est entré en politique en travaillant comme cadre de la Ligue de la jeunesse communiste dans la région autonome du Tibet. Après y avoir exercé diverses fonctions, il a gravi les échelons de la Ligue de la jeunesse communiste, avant de retourner à Pékin et d'en devenir le premier secrétaire en 2006. En 2008, il a été nommé gouverneur du Hebei. En 2009, il a été réaffecté au poste de secrétaire du comité du Parti communiste chinois (PCC) de Mongolie intérieure, poste qu'il a occupé jusqu'en 2012.
En 2012, il est devenu secrétaire du PCC pour le Guangdong et membre du Politburo du PCC. Pendant son mandat à Guangdong, qui dure jusqu'en 2017, Hu lance des campagnes de lutte contre la corruption et acquiert la réputation d'un dirigeant discret. Hu est devenu vice-premier ministre de la Chine en 2018, poste qu'il a occupé jusqu'en 2023. Il quitte le Politburo en 2022, après le 20e congrès national du PCC, tout en restant membre du Comité central du PCC. En mars 2023, il est devenu vice-président de la Conférence consultative politique du peuple chinois. Hu est populairement connu comme « l'héritier  de Tuanpai » en raison des similitudes de sa carrière avec celle de l'ancien secrétaire général du PCC Hu Jintao et de Li Keqiang.

## Jeunesse
Hu est né le 1er avril 1963 dans une famille d'agriculteurs du comté de Wufeng, à Yichang, dans la province de Hubei. En 1979, il est classé premier du comté à l'examen Gaokao. À l'âge de 16 ans, il était le plus jeune de sa classe à obtenir ce diplome. En 1983, il a rejoint le Parti communiste chinois (PCC). Il obtient une licence en littérature chinoise à l'université de Pékin en août 1983. À l'université de Pékin, il se lie d'amitié avec Li Keqiang. Hu est ensuite entré à l'École centrale du parti en 1996, où il a obtenu un master en économie mondiale en 1999, après avoir suivi des études à temps partiel. Il a également suivi des programmes de formation de cadres de l'École centrale du parti de 1996 à 1997 et en 2000.

## Carrière politique

### Tibet, Hebei, et ligue jeunesse
Après avoir obtenu son diplôme, Hu est allé travailler au Tibet, en commençant comme cadre au département de l'organisation du Comité régional autonome du Tibet en 1983. Il devient ensuite fonctionnaire au Tibet Youth Daily en 1984. En 1987, Hu est devenu secrétaire adjoint du comité de la Ligue de la jeunesse communiste chinoise (LJCC) au Tibet, dont il a été le secrétaire de 1992 à 1995. Il a travaillé comme chef adjoint de la préfecture de Linzhi en 1992, et comme secrétaire adjoint du parti et chef de la préfecture de Shannan de 1995 à 1997.
De 1997 à 2001, Hu a travaillé au secrétariat de la Ligue de la jeunesse communiste et a été vice-président de la Fédération de la jeunesse de Chine. En juillet 2001, Hu est retourné au Tibet et est devenu secrétaire général du comité du PCC pour le Tibet. De novembre 2003 à novembre 2006, il a été secrétaire adjoint du Comité du PCC pour le Tibet et vice-président du gouvernement régional autonome du Tibet. Au Tibet, Hu a joué un rôle déterminant dans le développement de l'économie tibétaine, la limitation du mouvement d'indépendance et l'installation d'un plus grand nombre de Chinois Han dans la région.
Hu Chunhua est ensuite retourné à Pékin pour devenir le premier secrétaire de la Ligue de la jeunesse communiste de décembre 2006 à mars 2008. Lors du 17e congrès du parti en octobre 2007, Hu Chunhua est devenu membre du comité central du PCC. Le 15 avril 2008, il a été nommé gouverneur par intérim du Hebei. Il est alors le plus jeune gouverneur de province de Chine. Le 12 janvier 2009, il a été officiellement élu gouverneur,. Dans le Hebei, Hu a eu la réputation de travailler « sans arrêt », visitant les 11 villes préfectorales de la province en l'espace de quelques mois. Alors qu'il était en poste à Hebei, Hu s'est retrouvé sous les feux de la rampe lors du scandale du lait chinois en 2008, qui avait ses racines dans la province de Hebei. Il s'en est sorti indemne, certains disant que c'est grâce à sa proximité avec le secrétaire général du PCC, Hu Jintao. Il a également participé aux préparatifs de sécurité des Jeux olympiques d'été de 2008 à Pékin et a préconisé l'augmentation de la consommation intérieure en réponse à la crise financière mondiale de 2007-2008.

### Mongolie intérieure
En novembre 2009, il est nommé secrétaire régional du parti pour la Mongolie intérieure. Il est également élu président du Congrès du peuple de Mongolie intérieure en janvier 2010. Peu de temps après son arrivée à la tête de cette vaste région septentrionale, Hu s'est lancé dans un plan de rééquilibrage de la croissance dans la région. Sous le prédécesseur de Hu, Chu Bo, la Mongolie intérieure a connu une croissance explosive de son PIB grâce à l'exploitation des ressources naturelles. Pendant huit années consécutives, la croissance du PIB de la région a été la plus élevée parmi les entités provinciales du pays. Toutefois, cette croissance a creusé un fossé important entre les riches et les fonctionnaires locaux, ainsi qu'entre la partie occidentale de la région, riche en ressources (Hohhot, Baotou et Ordos), et la partie orientale, stagnante et basée sur l'industrie (Chifeng, Tongliao, Hulunbuir).
En réponse, Hu a fait remarquer que la Mongolie intérieure n'aspirerait plus à être classée première pour la croissance du PIB, mais se concentrerait plutôt sur le maintien de la « qualité » et de l'« efficacité » de la croissance. Hu a estimé que la poursuite dogmatique d'une simple augmentation de la production économique ne profitait pas à tous dans la région, en particulier aux agriculteurs et aux bergers nomades, soulignant que les grands projets miniers avaient apporté une richesse importante qui ne s'était pas répercutée sur les populations locales. De plus, il a souligné que l'une des priorités de son administration serait d'assurer des politiques équitables en matière de réinstallation, d'emploi et de protection sociale des populations nomades. Hu a également cherché à réformer la politique fiscale pour donner plus de pouvoir de négociation aux gouvernements locaux et aux intérêts locaux dans l'évaluation des projets miniers potentiels des grandes entreprises publiques d'exploitation des ressources naturelles. Ces entreprises étaient connues pour faire peu de cas des fonctionnaires locaux. Dans le domaine du développement urbain, Hu a souligné l'importance des logements subventionnés.
Les griefs concernant l'intrusion des sociétés minières, associés aux tensions ethniques entre les Mongols et les Chinois Han de la région, ont provoqué des frictions pendant des années entre le gouvernement et les populations rurales. La situation a atteint son paroxysme en mai 2011, lorsque la mort d'un berger mongol a entraîné des manifestations de la part des Mongols à Xilinhot et des troubles dans d'autres parties de la région. Il s'agissait des premières manifestations importantes en Mongolie intérieure depuis plus de vingt ans. Hu a mis en place une double politique d'apaisement et de force, répondant aux griefs des foules protestataires en se rendant à Xilinhot, en rencontrant les étudiants et les enseignants, et en promettant des compensations aux éleveurs locaux ainsi qu'une réglementation plus stricte en matière de conduite des affaires. Parallèlement, il renforce la présence des forces de sécurité dans toute la Mongolie intérieure, y compris dans la capitale, Hohhot, afin de contenir les troubles.

### Guangdong
En novembre 2012, Hu a été nommé au 18e Politburo du Parti communiste chinois, un conseil de direction composé des principaux dirigeants de la Chine,. Avec Sun Zhengcai, il était le plus jeune membre du 18e politburo, ce qui a donné lieu à des spéculations sur le fait qu'ils étaient préparés pour devenir les prochains dirigeants de la Chine en 2022. En décembre 2012, Hu a été nommé secrétaire du parti de Guangdong, succédant à Wang Yang, qui est devenu vice-premier ministre à Pékin. Le poste de dirigeant du Guangdong a toujours été occupé par des personnes qui ont ensuite rejoint la direction nationale, comme Zhao Ziyang, Xi Zhongxun, Li Changchun, Zhang Dejiang et Wang Yang. Il est largement considéré comme l'un des bureaux régionaux les plus importants de Chine.
Dans le Guangdong, Hu a acquis la réputation d'un dirigeant discret, orienté vers l'action, qui n'aime ni la bureaucratie ni les formalités. Presque immédiatement après avoir pris les rênes du Guangdong, le gouvernement de Hu a entamé une vaste campagne de répression contre les « luoguan », c'est-à-dire des fonctionnaires qui travaillent en Chine mais dont les conjoints et les enfants vivent à l'étranger. Depuis le début du mandat de Hu, plus de 800 luoguan ont été sanctionnés, rétrogradés ou démis de leurs fonctions. Le gouvernement de Hu a également sévi contre le trafic de drogue et l'industrie du sexe dans la région de Dongguan, en envoyant la police effectuer des descentes massives dans les lieux de prostitution de la ville et en démettant de leurs fonctions le vice-maire et le chef de la police de la ville.
Le gouvernement de Hu a également commencé à expérimenter la publication d'informations sur le patrimoine des fonctionnaires locaux et a entrepris de codifier les mesures de lutte contre la corruption dans la législation provinciale. En octobre 2014, le gouvernement de Hu a entamé une série de consultations publiques sur de nouvelles réglementations anti-corruption. S'inspirant des meilleures pratiques de la Commission indépendante contre la corruption de Hong Kong, le gouvernement de Hu a expérimenté - dans certaines zones locales - la fusion des départements traditionnellement séparés de l'inspection de la discipline, de la supervision, de la lutte contre la corruption et de l'audit en une seule agence chargée de lutter contre la corruption. Au cours du mandat de Hu, le secrétaire du comité du parti de la capitale provinciale Guangzhou, Wan Qingliang, a fait l'objet d'une enquête pour corruption et a été démis de ses fonctions.

### Dans le gouvernement
En mars 2018, il a été élu par l'Assemblée nationale populaire au poste de vice-premier ministre de la Chine au sein du cabinet du premier ministre Li Keqiang. En tant que vice-premier ministre, Hu a joué un rôle important dans la campagne ciblée de réduction de la pauvreté, la modernisation de l'agriculture et l'initiative « Route de la soie ». Après le 20e Congrès national du PCC en 2022, Hu quitte le Politburo, tout en restant membre du Comité central. En mars 2023, il quitte son poste de vice-premier ministre et est élu vice-président de la Conférence consultative politique du peuple chinois (CCPPC). Le même mois, il est nommé l'un des deux secrétaires adjoints du parti de la CCPPC.

## Image publique
Hu a maintenu un profil public relativement bas au cours de son ascension vers le pouvoir. Il est connu pour son style discret en public et ne parle pas de sa vie privée. Lors de l'Assemblée nationale populaire de 2012, Hu Chunhua n'a répondu qu'à quatre des vingt questions qui lui ont été posées par les journalistes, confiant de nombreuses questions sensibles à ses subordonnés. Lorsqu'on lui a posé des questions personnelles, il a déclaré qu'il ne s'intéressait qu'aux questions relatives à la Mongolie intérieure. Il a refusé de commenter ses ambitions personnelles ou de dire s'il avait un compte Weibo. Après la destitution de Bo Xilai en avril 2012, Hu a été fortement promu en raison de sa loyauté envers les autorités centrales du parti sous la direction de Hu Jintao. Il a suivi la ligne du parti et est considéré comme un proche confident et un loyaliste de Hu Jintao.
Après l'accession de Xi Jinping au poste de secrétaire général du parti communiste chinois en 2012, Hu a continué à jouer un rôle de premier plan sur le plan politique - son bilan dans le Guangdong a impressionné les autorités centrales et a été salué par Xi personnellement. Les spéculations allaient bon train sur le fait que Hu allait entrer directement au Comité permanent du Politburo du PCC en 2017 et qu'il serait pressenti pour succéder à la direction générale, mais cela ne s'est pas produit en fin de compte. Cependant, Hu a été choisi pour devenir vice-premier ministre en 2018, continuant ainsi à être le plus jeune dirigeant parmi les plus hauts rangs du parti,. Il a de nouveau été envisagé que Hu rejoigne le comité permanent en 2022, mais au lieu de cela, il a été rétrogradé du Politburo.
Ses convictions politiques sur le Tibet sont assez opaques. Il est capable de tenir des conversations simples en tibétain, car il y a travaillé en tant que fonctionnaire régional.